# Matthias Hofbauer
Matthias Hofbauer (* 22. Mai 1981) ist ein Schweizer Unihockey-Spieler. Er ist mit  565 NLA-Spielen und 194 Länderspielen Rekordnationalspieler (Stand 2020) in der Schweizer Nationalmannschaft.
Sein jüngerer Bruder Christoph Hofbauer ist ebenfalls Unihockey-Spieler.

## Karriere
Hofbauer entwickelte sich beim Schweizer Topverein SV Wiler-Ersigen, für den er seit 1994 spielt, zu einem der besten Spieler der Welt. 1999 debütierte er in der Nationalmannschaft der Schweiz. 2000 konnte er mit ihr Bronze bei der WM in Norwegen gewinnen. 2002 wechselte er erstmals ins Ausland: Für Jönköpings IK spielte er eine Saison in Schweden. Danach kehrte er zu Wiler-Ersigen zurück und konnte in den nächsten Jahren drei Schweizer Meisterschaften gewinnen. 2004 wurde er bei der Heim-WM in Zürich und Kloten Topscorer. 2005 holte er zudem den Europacup mit Wiler-Ersigen. 2005/06 spielte er seine bislang stärkste Saison (Stand 2010): In 31 Spielen gelangen ihm 94 Scorerpunkte (39 Tore und 55 Assists). Zur Saison 2007/08 wurde er von seinem Stammverein zusammen mit seinem Bruder Christoph an den schwedischen Klub IBK Dalen ausgeliehen. Zuvor hatte er bei Wiler einen Vertrag bis 2013 unterschrieben. In Schweden wurde er 2008 zu Dalens Kapitän ernannt. Bei der Weltmeisterschaft 2010 in Finnland wurde er Topscorer mit 20 Punkten. Das Schweizer Team verpasste es jedoch eine Medaille zu gewinnen.
Nach dem Gewinn der Bronzemedaille an der Weltmeisterschaft 2018 in Tschechien gab Hofbauer am 9. Dezember 2018 seinen Rücktritt aus der Nationalmannschaft bekannt.
Daneben ist Hofbauer mit einem eigenen Geschäft im Unihockeybereich selbstständig und fungiert als Athletenbetreuer bei Swiss Unihockey.

## Vereine
- 1997 – 2002: SV Wiler-Ersigen – 122 Spiele, (80 Tore + 98 Assist = 178 Scorerpunkte)
- 2002 – 2003: Jönköpings IK
- 2003 – 2007: SV Wiler-Ersigen – 119 Spiele, (118 Tore + 160 Assist = 278 Scorerpunkte)
- 2007 – 2009: IBK Dalen – 51 Spiele, (31 Tore + 27 Assist = 58 Scorerpunkte)
- 2009 –: SV Wiler-Ersigen – 31 Spiele, (27 Tore + 36 Assist = 63 Scorerpunkte)

## Erfolge

### Club
- 10 × Schweizer Meister mit Wiler-Ersigen 2004, 2005, 2007, 2010, 2011, 2012, 2014,  2015, 2017 und 2019
- 3 × Cupsieger mit Wiler-Ersigen 2005, 2013 und 2018

- Europacupsieger mit Wiler-Ersigen 2005
- Europacup Allstar-Team 2006
- 565 NLA-Spiele (511 Tore + 562 Assists / 1073 Punkte)
- Erster Spieler mit 1000 Skorerpunkten in der NLA

### Nationalteam
- 194 Länderspiele (139 Tore + 129 Assists / 268 Punkte)
- 10 WM-Teilnahmen

- WM-Bronze mit der Schweiz 2000, 2002, 2006, 2008, 2012 2016 und 2018
- WM-Topscorer 2004 und 2010
- WM-Allstar-Team 2004
- MVP 2004
- Silber mit der Schweiz an den World Games 2017

## Sonstiges
Seit einem Unfall trägt Hofbauer bei Spielen eine spezielle Brille.